# 牧夫座流星雨
6月牧夫座流星雨是發生在每年6月26日至7月2日的流星雨，通常的活動性並不明顯，天頂每時出現率（ZHR）通常只有1或2顆。但是，在某些年份曾有出人意料之外的大爆發，像是1916年就是在未被注意下的出現，最近的一次則發生在1998年，ZHR值就高達100。
這個流星雨發生在地球穿越7P/龐士-溫尼克彗星（繞著太陽週期6.37年的一顆短週期彗星）的軌道之際。

## 外部連結
- https://archive.today/20140924002707/http://meteorshowersonline.com/showers/june_bootids.html
- http://spaceweather.com/meteors/junebootids.html Archive.today的存檔，存档日期2014-09-24